# Atletismo nos Jogos Pan-Americanos de 2019 - Revezamento 4x100 m feminino
A competição do revezamento 4x100 m feminino foi um dos eventos do atletismo nos Jogos Pan-Americanos de 2019, em Lima, no Peru. A prova foi realizada no dia 9 de agosto.

## Calendário
Horário local (UTC-5).
| Data        | Horário | Fase  |
| ----------- | ------- | ----- |
| 9 de agosto | 18:55   | Final |

## Medalhistas
|  | BRA Brasil                                                               |  | CAN Canadá                                                 |  | USA Estados Unidos                                       |
|  | Andressa Fidelis Vitória Cristina Rosa Lorraine Martins Rosângela Santos |  | Khamica Bingham Crystal Emmanuel Ashlan Best Leya Buchanan |  | Chanel Brissett Twanisha Terry Shania Collins Lynna Irby |

## Recordes
Recordes mundial e pan-americano antes da disputa dos Jogos Pan-Americanos de 2019.
| Tipo                             | Atleta         | Tempo | Local   | Data                 |
| -------------------------------- | -------------- | ----- | ------- | -------------------- |
|                                  | Estados Unidos | 40.82 | Londres | 10 de agosto de 2012 |
| Recorde dos Jogos Pan-Americanos | Estados Unidos | 42.58 | Toronto | 25 de julho de 2015  |

## Resultado final
Os resultados foram os seguintes:  
| Posição           | Raia | Nacionalidade         | Atletas                                                                     | Tempo | Notas                |
| ----------------- | ---- | --------------------- | --------------------------------------------------------------------------- | ----- | -------------------- |
| Medalha de ouro   | 4    | BRA Brasil            | Andressa Fidelis, Vitória Cristina Rosa, Lorraine Martins, Rosângela Santos | 43.04 | Recorde da temporada |
| Medalha de prata  | 8    | CAN Canadá            | Khamica Bingham, Crystal Emmanuel, Ashlan Best, Leya Buchanan               | 43.37 | Recorde da temporada |
| Medalha de bronze | 5    | USA Estados Unidos    | Chanel Brissett, Twanisha Terry, Shania Collins, Lynna Irby                 | 43.39 |                      |
| 4                 | 7    | TTO Trinidad e Tobago | Kamaria Durant, Michelle-Lee Ahye, Mauricia Prieto, Kelly-Ann Baptiste      | 43.57 | Recorde da temporada |
| 5                 | 6    | JAM Jamaica           | Schilloni Calvert, Natasha Morrison, Ronda Whyte, Shashalee Forbes          | 43.74 |                      |
| 6                 | 1    | VEN Venezuela         | Nediam Vargas, Andrea Purica, Génesis Romero, Aries Sánchez                 | 44.73 |                      |
| 7                 | 3    | BAH Bahamas           | Devynne Charlton, Brianne Bethel, Pedrya Seymour, Tynia Gaither             | DNF   |                      |
| 7                 | 2    | PER Peru              | Paola Mautino, Diana Bazalar, Giara Garate, Triana Alonso                   | DNF   |                      |
| 9                 | 6    | ECU Equador           | Ángela Tenorio, Gabriela Suárez, Marina Poroso, Maribel Caicedo             | DSQ   |                      |

Legenda
| Recorde mundial                  | Recorde mundial (World record)               |                       | Recorde africano                      | Recorde africano (African) |                                           | Q | Classificado por posição (Qualified) |
| Recorde dos Jogos Pan-Americanos | Recorde pan-americano (Pan-American record)  | Recorde da América    | Recorde da América (Americas)         | q                          | Classificado por melhor tempo (Qualified) |   |                                      |
| Melhor marca do ano              | Melhor marca do ano (World leading)          | Recorde asiático      | Recorde asiático (Asian)              | DNS                        | Não largou (Did not start)                |   |                                      |
| Recorde nacional                 | Recorde nacional (National record)           | Recorde europeu       | Recorde europeu (European)            | DNF                        | Não terminou (Did not finish)             |   |                                      |
| Recorde pessoal                  | Recorde pessoal do atleta (Personal best)    | Recorde da Oceania    | Recorde da Oceania (Oceania)          | DSQ / DQ                   | Desclassificado (Disqualified)            |   |                                      |
| Recorde da temporada             | Recorde da temporada do atleta (Season best) | Recorde sul-americano | Recorde sul-americano (South America) | NM                         | Sem marca (No mark)                       |   |                                      |